# Пат позиција
„Пат позиција” је југословенски ТВ филм из 1986. године. Режирао га је Суада Капић а сценарио је написао Давор Корић.

## Улоге
| Глумац            | Улога |
| ----------------- | ----- |
| Мустафа Надаревић |       |
| Радко Полич       |       |